# بمب‌گذاری ۲۰۱۰ مترو مسکو
بمب‌گذاری ۲۰۱۰ مترو مسکو (انگلیسی: 2010 Moscow Metro bombings) یک بمب‌گذاری انتحاری بود که توسط دو زن صورت گرفت.

## شرح واقعه
این بمب‌گذاری در اوج ساعت ترافیک ۲۹ مارس ۲۰۱۰ در دو ایستگاه متروی مسکو (لوبیانکا و پارک کلتوری) رخ داد و تقریباً به فاصله ۴۰ دقیقه از یکدیگر این انفجارها صورت گرفت. در این حملات که دو زن عاملان بمب‌گذاری بودند دست کم ۴۰ نفر کشته و بیش از ۱۰۰ زخمی شدند.
مقامات روسیه این حادثه را «مرگبارترین و پیچیده‌ترین حملات تروریستی در پایتخت این کشور در شش سال اخیر» نامیده‌اند. این ارزیابی اشاره به بمب‌گذاری در متروی مسکو در فوریه سال ۲۰۰۴ است. این حملات در حالی انجام شد که رفت‌وآمد حدود ۵۰۰۰۰۰ نفر از شهروندان از طریق متروی مسکو صورت می‌گیرد.